# Edersleben
Edersleben är en kommun och ort i Landkreis Mansfeld-Südharz i förbundslandet Sachsen-Anhalt i Tyskland.
Kommunen ingår i förvaltningsgemenskapen Goldene Aue tillsammans med kommunerna Berga, Brücken-Hackpfüffel, Kelbra (Kyffhäuser), Wallhausen.